# Christian Martin (Autor)
Christian Martin (* 3. Februar 1950 in Ellefeld) ist ein deutscher Dramatiker, Hörspiel- und Märchenautor.

## Leben
Martin studierte nach dem Abitur und einem Jahr in der Produktion von 1969 bis 1973 Deutsch und Geschichte an der Pädagogischen Hochschule Leipzig. Von 1973 bis 1979 arbeitete er als Lehrer in Falkenstein. Daneben trat er von 1966 bis 1980 als Sänger von Rockbands auf. Ende der 1970er Jahre trat er in die NDPD ein und war bis 1984 Mitarbeiter der Partei. Von 1981 bis 1984 absolvierte er ein Fernstudium am Leipziger Literaturinstitut Johannes R. Becher. In den 1980er Jahren wurde er vom Ministerium für Staatssicherheit im Rahmen der OPK „Feder“ überwacht. 1988
trat er aus der NDPD aus.
Seit Ende der 1970er Jahre unternahm Martin erste Schreibversuche. Nach einer halbjährigen Hospitanz am Deutschen Theater in Berlin war er als freiberuflicher Dramatiker, Hörspiel- und Märchenautor tätig. Nach 1990 erschienen Theaterstücke, darunter viele Märchenadaptionen u. a. im Henschelverlag. Für das Hörspiel „Traumreise“ erhielt er 1990 den DDR-Hörspielpreis. Igelhans, Der gestiefelte Kater, Das tapfere Schneiderlein und Frau Holle wurden in der Spielzeit 2004–05 in Oldenburg inszeniert, am Schleswig-Holsteinischen Landestheater wurde 2006 sein Stück Schneemond aufgeführt. Der Band Vogtländische Trilogie und andere Stücke erschien 2015 im Verlag Theater der Zeit. Der Verlag Orell Füssli Thalia veröffentlichte 2021 den Band WAR NIX IS NIX WIRD NIX.

## Hörspiele
Autor:
- 1985: Das Wagnis – Regie: Walter Niklaus (Original-Hörspiel, Kinderhörspiel – Rundfunk der DDR)
- 1989: Lissy und Ralf – Regie: Werner Grunow (Originalhörspiel – Rundfunk der DDR)
- 1989/90: Vogtländische Trilogie (Teil 1: Traumreise; Teil 2: Golan; Teil 3: Abseits) – Regie: Peter Groeger (Hörspielbearbeitung – Rundfunk der DDR)
  - Auszeichnung: Hörspielpreis der Hörer, 1990
- 1990: Igelhans – Regie: Christoph Schroth (Originalhörspiel, Kinderhörspiel – Rundfunk der DDR)
- 1992: Bunker – Regie: Wolfgang Rindfleisch (Hörspielbearbeitung – ORB/MDR)
- 1993: Lulle und Pulle – Regie: Peter Groeger (Originalhörspiel – SFB)

Bearbeitung (Wort):
- 1992: Brüder Grimm: Das tapfere Schneiderlein – Regie: Peter Brasch (Hörspielbearbeitung, Kinderhörspiel – DS Kultur)
- 1992: Brüder Grimm: Der kleine und der große Klaus – Regie: Christoph Schroth (Hörspielbearbeitung, Kinderhörspiel – DS Kultur)